# L'automa (Carr)
L'automa (titolo originale The Crooked Hinge) è un romanzo giallo di John Dickson Carr del 1938. È il nono romanzo della serie che ha per protagonista il dottor Gideon Fell.

## Trama
Sir John Farnleigh sembra il prototipo del signorotto di campagna inglese: ricco, serio, un po' convenzionale, sposato con la bella Molly e orgoglioso delle sue proprietà terriere e dell'antica casa di Farnleigh Close. Ma accade qualcosa che mette in dubbio tutto questo: si presenta infatti un pretendente che afferma di essere lui il vero baronetto e l'autentico erede. John Farnleigh, venticinque anni prima, era stato un sopravvissuto del naufragio del Titanic e il pretendente (che ha assunto il nome di Patrick Gore) dichiara che ci fu uno scambio di identità durante le concitate fasi della tragedia. Il problema di quale dei due sia l'autentico John Farnleigh appare di difficile soluzione, dato che entrambi ricordano con precisione eventi dell'infanzia e dell'adolescenza di Farnleigh prima che si imbarcasse per il viaggio fatale. L'unica persona che può dirimere la controversia è il vecchio insegnante di Farnleigh, Murray, il quale arriva da Bermuda, chiamato dagli avvocati dei due contendenti. Ma il vecchio professore non è l'unico estraneo arrivato nel villaggio. C'è infatti un'altra persona ospite del pub locale, un uomo che secondo le chiacchiere dei paesani è un investigatore privato e che va in giro a fare domande sull'assassinio di Victoria Daly, una donna strangolata da un vagabondo quasi un anno prima. Quale relazione può esserci tra un vecchio delitto e la causa per l'eredità Farnleigh? Ben presto si verificherà un altro omicidio, commesso in circostanze apparentemente impossibili. Sarà compito del dottor Gideon Fell sbrogliare un'intricata matassa nella quale figurano una maschera di Giano, un antico libro su un processo per stregoneria e un vecchio automa meccanico, costruito a imitazione del famoso giocatore di scacchi meccanico di von Kempelen e Mälzel, custodito nella soffitta di Farnleigh Close.

## Personaggi principali
- Brian Page - scrittore
- Sir John Farnleigh - signorotto di campagna
- Molly Farnleigh - sua moglie
- Nathaniel "Nat" Burrows - avvocato dei Farnleigh
- Madeline Dane - amica di Page, Molly e Sir John
- Patrick Gore  - il pretendente
- Harold Welkyn - avvocato di Gore
- Kennet Murray - ex istitutore
- Knowles - maggiordomo
- Sergente Burton - della polizia locale
- Andrew MacAndrew Elliot - ispettore di Scotland Yard
- Dottor Gideon Fell - investigatore

## Critica
"Uno dei migliori romanzi del dottor Fell. Carr tiene il lettore sulla corda nel tentativo di indovinare quale dei due pretendenti al titolo di baronetto di Mallingford e Soane sia l'impostore che ha cercato di assassinare il vero baronetto a bordo del Titanic e di rubare la sua identità [...] Indizi cruciali sono il significato della frase 'un cardine storto', una biblioteca chiusa a chiave, la psicologia delle persone coinvolte e l'automa noto come la Strega Dorata, con la stregoneria a complicare ulteriormente la storia. La soluzione è impressionante: una falsa soluzione pienamente convincente, quanto quelle di Anthony Berkeley."
In un sondaggio effettuato nel 1981 tra gli iscritti della prestigiosa associazione Mystery Writers of America, che riunisce i migliori scrittori di polizieschi degli Stati Uniti, il romanzo venne votato al quarto posto assoluto in una classifica dei migliori enigmi della camera chiusa, dietro a Le tre bare, dello stesso Carr, a L'orlo dell'abisso di Hake Talbot e a Il mistero della camera gialla di Gaston Leroux.

## Edizioni italiane
- L'automa, traduzione di Fluffy Mazzuccato, Biblioteca Moderna Mondadori n.36, Milano, Mondadori, Ottobre 1948.
- L'Automa, traduzione di Anna Maria Francavilla, I Classici del Giallo Mondadori n.824, Milano, Arnoldo Mondadori Editore, 1998,  p. 268. - I Classici del Giallo Mondadori n.1466, marzo 2023.